# Litwa na Letnich Igrzyskach Olimpijskich 2024
Litwę na Letnich Igrzyskach Olimpijskich 2024 reprezentowało 51 zawodników – 27 mężczyzn i 24 kobiet.
Był to jedynasty udział reprezentacji Litwy na letnich igrzyskach olimpijskich.

## Medaliści
| Medal | Zawodnik                                                              | Dyscyplina    | Konkurencja    | Data       |
| ----- | --------------------------------------------------------------------- | ------------- | -------------- | ---------- |
|       | Mykolas Alekna                                                        | Lekkoatletyka | rzut dyskiem   | 7 sierpnia |
|       | Dominika Banevič                                                      | Breaking      | B-girls        | 9 sierpnia |
|       | Viktorija Senkutė                                                     | Wioślarstwo   | W1x (jedynka)  | 3 sierpnia |
|       | Evaldas Džiaugys Gintautas Matulis Aurelijus Pukelis Šarūnas Vingelis | Koszykówka    | 3 x 3 mężczyzn | 5 sierpnia |

## Skład reprezentacji

### Breaking
| Zawodnik           | Konkurencja | Pseudonim | Eliminacje | Eliminacje | Eliminacje | Ćwierćfinały                 | Półfinały                    | Finał B/M                    | Pozycja | Źródło |
| Zawodnik           | Konkurencja | Pseudonim | Rundy      | Głosy      | Wynik      | Przeciwnik (pseudonim) Wynik | Przeciwnik (pseudonim) Wynik | Przeciwnik (pseudonim) Wynik | Pozycja | Źródło |
| ------------------ | ----------- | --------- | ---------- | ---------- | ---------- | ---------------------------- | ---------------------------- | ---------------------------- | ------- | ------ |
| Dominika Baniewicz | B-Girls     | Nicka     | 5          | 42         | 1 Q.       | Ying Zi W 3 (26) - 0 (1)     | 671 W 2 (18) - 1 (9)         | 671 W 2 (18) - 1 (9)         | srebro  | [ 2 ]  |

### Gimnastyka sportowa
| Zawodnik        | Konkurencja                    | Eliminacje | Eliminacje | Eliminacje | Eliminacje | Eliminacje | Eliminacje | Źródło |
| Zawodnik        | Konkurencja                    | Przyrząd   | Przyrząd   | Przyrząd   | Przyrząd   | Przyrząd   | Przyrząd   | Źródło |
| Zawodnik        | Konkurencja                    | F          | PH         | R          | V          | PB         | HB         | Źródło |
| --------------- | ------------------------------ | ---------- | ---------- | ---------- | ---------- | ---------- | ---------- | ------ |
| Robert Tworogal | wielobój indywidualny mężczyzn | -          | -          | -          | -          | 13,166     | 13,833     | [ 3 ]  |

### Jeździectwo
Ujeżdżenie
| Zawodnik          | Konkurencja   | Koń   | Grand Prix | Grand Prix | Grand Prix Freestyle | Grand Prix Freestyle | Finał  | Finał | Źródło |
| Zawodnik          | Konkurencja   | Koń   | Wynik      | Poz.       | Wynik                | Poz.                 | Wynik  | Poz.  | Źródło |
| ----------------- | ------------- | ----- | ---------- | ---------- | -------------------- | -------------------- | ------ | ----- | ------ |
| Justina Vanagaitė | Indywidualnie | Nabab | 69,208     | 6.         | —                    | —                    | 69,208 | 38.   | [ 4 ]  |

Skoki przez przeszkody
| Zawodnik         | Konkurencja   | Koń      | Kwalifikacje | Kwalifikacje | Finał | Finał | Finał | Dogrywka | Dogrywka | Dogrywka | Źródło |
| Zawodnik         | Konkurencja   | Koń      | Kary         | Poz.         | Kary  | Czas  | Poz.  | Kary     | Czas     | Poz.     | Źródło |
| ---------------- | ------------- | -------- | ------------ | ------------ | ----- | ----- | ----- | -------- | -------- | -------- | ------ |
| Andrius Petrovas | Indywidualnie | Linkolns | RT           | RT           | NQ    | NQ    | NQ    | NQ       | NQ       | NQ       | [ 5 ]  |

### Kajakarstwo

#### Kajakarstwo klasyczne
| Zawodnik                                                           | Konkurencja   | Eliminacje | Eliminacje | Ćwierćfinały | Ćwierćfinały | Półfinały | Półfinały | Finał A/B | Finał A/B  | Pozycja | Źródło |
| Zawodnik                                                           | Konkurencja   | Czas       | Pozycja    | Czas         | Pozycja      | Czas      | Pozycja   | Czas      | Pozycja    | Pozycja | Źródło |
| ------------------------------------------------------------------ | ------------- | ---------- | ---------- | ------------ | ------------ | --------- | --------- | --------- | ---------- | ------- | ------ |
| Andrejus Olijnikas                                                 | K-1 1000 m    | 3:38,02    | 4.         | 3:36,72      | 4.           | NQ        | NQ        | NQ        | NQ         | 20.     |        |
| Mindaugas Maldonis Andrejus Olijnikas                              | K-2 500 m (m) | 1:31,27    | 4.         | 1:30,30      | 5.           | NQ        | NQ        | NQ        | NQ         | 19.     |        |
| Simonas Maldonis Mindaugas Maldonis Ignas Navakauskas Artūras Seja | K-4 500 m (m) | 1:21,51    | 3.         | 1:21,09      | 6.           | 1:21,27   | 3.        | 1:21,13   | 3. Finał B | 5.      |        |

### Kolarstwo

#### Kolarstwo szosowe
| Zawodnik       | Konkurencja                    | Czas    | Pozycja | Źródło |
| -------------- | ------------------------------ | ------- | ------- | ------ |
| Rasa Leleivytė | Wyścig ze startu wspólnego (k) | 4:04:23 | 20.     | [ 6 ]  |

#### Kolarstwo torowe
Omnium
| Zawodnik          | Konkurencja | Scratch | Scratch | Wyścig tempowy | Wyścig tempowy | Wyścig eliminacyjny | Wyścig eliminacyjny | Wyścig punktowy | Wyścig punktowy | Wyścig punktowy | Suma punktów | Pozycja | Źródło |
| Zawodnik          | Konkurencja | Miejsce | Punkty  | Miejsce        | Punkty         | Miejsce             | Punkty              | Sprint          | Okrążenia       | Miejsce         | Suma punktów | Pozycja | Źródło |
| ----------------- | ----------- | ------- | ------- | -------------- | -------------- | ------------------- | ------------------- | --------------- | --------------- | --------------- | ------------ | ------- | ------ |
| Olivija Baleišytė | Kobiety     | 7.      | 28      | 14.            | 14             | 13.                 | 26                  | 7               | 40              | 22              | 80           | 11.     | [ 7 ]  |

Keirin
| Zawodnik         | Konkurencja | Eliminacje | Repasaże | Ćwierćfinały | Półfinały | Finał   | Źródło |
| Zawodnik         | Konkurencja | Miejsce    | Miejsce  | Miejsce      | Miejsce   | Miejsce | Źródło |
| ---------------- | ----------- | ---------- | -------- | ------------ | --------- | ------- | ------ |
| Vasilijus Lendel | Mężczyźni   | 5.         | 3.       | NQ           | NQ        | NQ      | [ 8 ]  |

Sprint
| Zawodnik         | Konk.     | Kwalifikacje         | Kwalifikacje | Runda 1                         | Repasaż 1                       | Runda 2                         | Repasaż 2                       | Runda 3                         | Repasaż 3                       | Ćwierćfinały                    | Półfinały                       | Finał / 3. miejsce              | Finał / 3. miejsce | Źródło       |
| Zawodnik         | Konk.     | Czas Prędkość (km/h) | Poz.         | Przeciwnik Czas Prędkość (km/h) | Przeciwnik Czas Prędkość (km/h) | Przeciwnik Czas Prędkość (km/h) | Przeciwnik Czas Prędkość (km/h) | Przeciwnik Czas Prędkość (km/h) | Przeciwnik Czas Prędkość (km/h) | Przeciwnik Czas Prędkość (km/h) | Przeciwnik Czas Prędkość (km/h) | Przeciwnik Czas Prędkość (km/h) | Poz.               | Źródło       |
| ---------------- | --------- | -------------------- | ------------ | ------------------------------- | ------------------------------- | ------------------------------- | ------------------------------- | ------------------------------- | ------------------------------- | ------------------------------- | ------------------------------- | ------------------------------- | ------------------ | ------------ |
| Vasilijus Lendel | Mężczyźni | 9,581 75,149         | 19.          | Hoogland P 10,005 72,486        | Sahrom Dakin W 9,824 73,290     | Richardson P 10,339 75,973      | Turnbull P 10,111 71,521        | NQ                              | NQ                              | NQ                              | NQ                              | NQ                              | NQ                 | [ 9 ] [ 10 ] |

### Koszykówka
| Konkurencja          | Faza grupowa     | Faza grupowa     | Faza grupowa     | Faza grupowa              | Faza grupowa     | Faza grupowa     | Faza grupowa     | Faza grupowa | Ćwierćfinały     | Półfinały        | Finał/Brąz       | Pozycja | Źródło |
| Konkurencja          | Przeciwnik Wynik | Przeciwnik Wynik | Przeciwnik Wynik | Przeciwnik Wynik          | Przeciwnik Wynik | Przeciwnik Wynik | Przeciwnik Wynik | Pozycja      | Przeciwnik Wynik | Przeciwnik Wynik | Przeciwnik Wynik | Pozycja | Źródło |
| -------------------- | ---------------- | ---------------- | ---------------- | ------------------------- | ---------------- | ---------------- | ---------------- | ------------ | ---------------- | ---------------- | ---------------- | ------- | ------ |
| Koszykówka 3 x 3 (m) | Łotwa P 14-21    | Francja P 20-21  | Polska W 21-12   | Stany Zjednoczone W 20-18 | Chiny W 21-16    | Holandia P 18-19 | Serbia W 18-19   | 3.           | Polska W 21-15   | Holandia P 9-20  | Łotwa W 21-18    | brąz    | [ 11 ] |

### Lekkoatletyka

#### Konkurencje biegowe
| Zawodnik            | Konkurencja | Eliminacje | Eliminacje | Repasaże | Repasaże | Półfinał | Półfinał | Finał | Finał   | Pozycja | Źródło        |
| Zawodnik            | Konkurencja | Wynik      | Miejsce    | Wynik    | Miejsce  | Wynik    | Miejsce  | Wynik | Miejsce | Pozycja | Źródło        |
| ------------------- | ----------- | ---------- | ---------- | -------- | -------- | -------- | -------- | ----- | ------- | ------- | ------------- |
| Modesta Morauskaitė | 400 m (k)   | 52,00 ·    | 8.         | 51,33 ·  | 4.       | NQ       | NQ       | NQ    | NQ      |         | [ 12 ] [ 13 ] |
| Gabija Galvydytė    | 800 m (k)   | 1:59,18 ·  | 4.         | 2:00,66  | 4.       | NQ       | NQ       | NQ    | NQ      |         | [ 14 ] [ 15 ] |

#### Konkurencje techniczne
| Zawodnik          | Konkurencja        | Kwalifikacje | Kwalifikacje | Finał | Finał   | Źródło |
| Zawodnik          | Konkurencja        | Wynik        | Miejsce      | Wynik | Miejsce | Źródło |
| ----------------- | ------------------ | ------------ | ------------ | ----- | ------- | ------ |
| Mykolas Alekna    | Rzut dyskiem (m)   | 67,47        | 1.           | 69,97 | srebro  |        |
| Andrius Gudžius   | Rzut dyskiem (m)   | 64,07        | 10.          | 66,55 | 8.      |        |
| Martynas Alekna   | Rzut dyskiem (m)   | 58,66        | 28.          | NQ    | NQ      |        |
| Edis Matusevičius | Rzut oszczepem (m) | 79,40        | 21.          | NQ    | NQ      | [ 16 ] |
| Ieva Gumbs        | Rzut oszczepem (k) | 60,37        | 22.          | NQ    | NQ      | [ 17 ] |
| Airinė Palšytė    | Skok wzwyż (k)     | 1,88         | 15.          | NQ    | NQ      | [ 18 ] |
| Dovilė Kilty      | Trójskok (k)       | 13,64        | 25.          | NQ    | NQ      |        |
| Diana Zagainova   | Trójskok (k)       | 12,86        | 30.          | NQ    | NQ      |        |
| Liveta Jasiūnaitė | Rzut oszczepem (k) | 58,35        | 25.          | NQ    | NQ      | [ 19 ] |

### Pięciobój nowoczesny
| Zawodnik              | Konkurencja | Półfinał        | Półfinał   | Półfinał   | Półfinał | Półfinał | Półfinał | Półfinał    | Półfinał    | Półfinał                               | Półfinał                               | Półfinał                               | Półfinał     | Półfinał | Półfinał | Finał           | Finał      | Finał      | Finał    | Finał    | Finał    | Finał       | Finał       | Finał                                  | Finał                                  | Finał                                  | Finał        | Finał   | Finał  |
| Zawodnik              | Konkurencja | Szermierka      | Szermierka | Szermierka | Pływanie | Pływanie | Pływanie | Jazda konna | Jazda konna | Kombinacja: strzelanie/bieg przełajowy | Kombinacja: strzelanie/bieg przełajowy | Kombinacja: strzelanie/bieg przełajowy | Suma punktów | Pozycja  | Źródło   | Szermierka      | Szermierka | Szermierka | Pływanie | Pływanie | Pływanie | Jazda konna | Jazda konna | Kombinacja: strzelanie/bieg przełajowy | Kombinacja: strzelanie/bieg przełajowy | Kombinacja: strzelanie/bieg przełajowy | Suma punktów | Pozycja | Źródło |
| Zawodnik              | Konkurencja | Wynik (wygrane) | M.         | Punkty     | Czas     | M.       | Punkty   | M.          | Punkty      | Czas                                   | M.                                     | Punkty                                 | Suma punktów | Pozycja  | Źródło   | Wynik (wygrane) | M.         | Punkty     | Czas     | M.       | Punkty   | M.          | Punkty      | Czas                                   | M.                                     | Punkty                                 | Suma punktów | Pozycja | Źródło |
| --------------------- | ----------- | --------------- | ---------- | ---------- | -------- | -------- | -------- | ----------- | ----------- | -------------------------------------- | -------------------------------------- | -------------------------------------- | ------------ | -------- | -------- | --------------- | ---------- | ---------- | -------- | -------- | -------- | ----------- | ----------- | -------------------------------------- | -------------------------------------- | -------------------------------------- | ------------ | ------- | ------ |
| Laura Asadauskaitė    | Kobiety     | 16              | 23         | 205        | 02:23,71 | 15       | 265      | 10          | 291         | 12:10,90                               | 1                                      | 630                                    | 1389         | 9.       | [ 20 ]   | 16              | 23         | 207        | 02:24,52 | 17       | 261      | 13          | 231         | 11:32,07                               | 13.                                    | 608                                    | 1369         | 16.     | [ 21 ] |
| Gintarė Venčkauskaitė | Kobiety     | 16              | 26         | 205        | 02:16,50 | 7        | 277      | 4           | 300         | 11:35,69                               | 6                                      | 605                                    | 1392         | 6.       | [ 22 ]   | 16              | 26         | 205        | 02:17,67 | 11       | 275      | 8           | 300         | 11:00,31                               | 4                                      | 640                                    | 1419         | 7.      | [ 21 ] |

### Pływanie
| Zawodnik                                                       | Konkurencja                   | Eliminacje | Eliminacje | Półfinał | Półfinał | Finał   | Finał | Źródło |
| Zawodnik                                                       | Konkurencja                   | Czas       | Poz.       | Czas     | Poz.     | Czas    | Poz.  | Źródło |
| -------------------------------------------------------------- | ----------------------------- | ---------- | ---------- | -------- | -------- | ------- | ----- | ------ |
| Danas Rapšys                                                   | 100 m st. dowolnym (m)        | 48,53      | 20.        | NQ       | NQ       | NQ      | NQ    | [ 23 ] |
| Danas Rapšys                                                   | 200 m st. dowolnym (m)        | 1:45,91    | 2 Q.       | 1:45,48  | 6 Q.     | 1:45,46 | 5.    | [ 24 ] |
| Danas Rapšys                                                   | 400 m st. dowolnym (m)        | 3:46,27    | 10.        | NQ       | NQ       | NQ      | NQ    | [ 25 ] |
| Andrius Šidlauskas                                             | 100 m st. klasycznym (m)      | 1:00,29    | 20.        | NQ       | NQ       | NQ      | NQ    | [ 26 ] |
| Aleksas Savickas                                               | 200 m st. klasycznym (m)      | 2:11,53    | 19.        | NQ       | NQ       | NQ      | NQ    | [ 27 ] |
| Rūta Meilutytė                                                 | 100 m st. klasycznym (k)      | 1:06,34    | 10 Q.      | 10:06,89 | 11.      | NQ      | NQ    | [ 28 ] |
| Kotryna Teterevkova                                            | 100 m st. klasycznym (k)      | 1:06,76    | 15 Q.      | 1:07,48  | 16.      | NQ      | NQ    | [ 28 ] |
| Kotryna Teterevkova                                            | 200 m st. klasycznym (k)      | 2:24,59    | 10 Q.      | 2:23,42  | 7 Q.     | 2:23,75 | 5.    | [ 29 ] |
| Danas Rapšys Tomas Navikonis Tomas Lukminas Andrius Šidlauskas | 4 × 200 m stylem dowolnym (m) | 7:16,61    | 15.        | NQ       | NQ       | NQ      | NQ    | [ 30 ] |

### Siatkówka plażowa
| Zawodnik                         | Konkurencja | Faza grupowa        | Faza grupowa          | Faza grupowa        | Faza grupowa | 1/8 finału       | Ćwierćfinały     | Półfinały        | Finał            | Finał | Źródło |
| Zawodnik                         | Konkurencja | Przeciwnik Wynik    | Przeciwnik Wynik      | Przeciwnik Wynik    | Poz.         | Przeciwnik Wynik | Przeciwnik Wynik | Przeciwnik Wynik | Przeciwnik Wynik | Poz.  | Źródło |
| -------------------------------- | ----------- | ------------------- | --------------------- | ------------------- | ------------ | ---------------- | ---------------- | ---------------- | ---------------- | ----- | ------ |
| Monika Paulikienė Ainė Raupelytė | Kobiety     | Stam / Schoon P 0:2 | Carol / Bárbara P 0:2 | Akiko / Ishii P 0:2 | 4.           | NQ               | NQ               | NQ               | NQ               | 19.   |        |

### Wioślarstwo
| Zawodnik                             | Konkurencja                 | Eliminacje | Eliminacje | Repasaż | Repasaż | Ćwierćfinały | Ćwierćfinały | Półfinały | Półfinały | Finał   | Finał | Miejsce | Źródło |
| Zawodnik                             | Konkurencja                 | Czas       | M.         | Czas    | M.      | Czas         | M.           | Czas      | M.        | Czas    | M.    | Miejsce | Źródło |
| ------------------------------------ | --------------------------- | ---------- | ---------- | ------- | ------- | ------------ | ------------ | --------- | --------- | ------- | ----- | ------- | ------ |
| Giedrius Bieliauskas                 | M1x jedynka (m)             | 7:00,96    | 3 Q.       | —       | —       | 6:51,80      | 2.           | 7:09,29   | 6.        | 6:56,39 | 10.   | 10.     | [ 31 ] |
| Dovydas Stankūnas Domantas Stankūnas | M2x dwójka bez sternika (m) | 6:44,59    | 3 Q.       | —       | —       | —            | —            | 6:43,50   | 5.        | 6:25,94 | 8.    | 8.      | [ 32 ] |
| Viktorija Senkutė                    | M1x jedynka (k)             | 7:30,01    | 1 Q.       | —       | —       | 7:33,35      | 1.           | 7:19,15   | 2.        | 7:20,85 | 3.    | brąz    | [ 33 ] |
| Dovilė Rimkutė Donata Karalienė      | M2x dwójka (k)              | 6:59,62    | 4.         | 7:15,99 | 4.      | —            | —            | —         | —         | —       | —     | 13.     |        |
| Ieva Adomavičiūtė Kamilė Kralikaitė  | M2x dwójka bez sternika (k) | 7:22,53    | 2.         | —       | —       | —            | —            | 7:19,27   | 3.        | 7:05,34 | 5.    | 5.      | [ 34 ] |

### Zapasy
| Zawodnik             | Konkurencja               | 1/8 finału              | Ćwierćfinał             | Półfinał         | Repasaż          | Finał/ Pojedynek o 3. miejsce | Finał/ Pojedynek o 3. miejsce | Źródło |
| Zawodnik             | Konkurencja               | Przeciwnik Wynik        | Przeciwnik Wynik        | Przeciwnik Wynik | Przeciwnik Wynik | Przeciwnik Wynik              | Pozycja                       | Źródło |
| -------------------- | ------------------------- | ----------------------- | ----------------------- | ---------------- | ---------------- | ----------------------------- | ----------------------------- | ------ |
| Mindaugas Venckaitis | -97 kg st. klasyczny (m)  | Uzur Dzhuzupbekov P 1-5 | NQ                      | NQ               | NQ               | NQ                            | 13.                           | [ 35 ] |
| Mantas Knystautas    | -130 kg st. klasyczny (m) | Oussama Assad W 9-0     | Meng Lingzhe P 1-1      | NQ               | NQ               | NQ                            | 7.                            |        |
| Gabija Dilytėj       | -50 kg (k)                | Alisson Cardozo W 6-0F  | Yusneylys Guzmán P 0-10 | NQ               | NQ               | NQ                            | 7.                            |        |

### Żeglarstwo
Konkurencje eliminacyjne
| Zawodnik       | Konkurencja | Wyścig | Wyścig | Wyścig | Wyścig | Wyścig | Wyścig | Wyścig | Wyścig | Wyścig | Wyścig | Wyścig | Wyścig | Wyścig | Wyścig | Wyścig | Wyścig | Wyścig | Wyścig | Wyścig | Wyścig | Wyścig | Wyścig | Wyścig | Wyścig | Wyścig | Wyścig | Wyścig | Pozycja | Źródło |
| Zawodnik       | Konkurencja | 1      | 2      | 3      | 4      | 5      | 6      | 7      | 8      | 9      | 10     | 11     | 12     | 13     | 14     | QF     | SF1    | SF2    | SF3    | SF4    | SF5    | SF6    | F1     | F2     | F3     | F4     | F5     | F6     | Pozycja | Źródło |
| -------------- | ----------- | ------ | ------ | ------ | ------ | ------ | ------ | ------ | ------ | ------ | ------ | ------ | ------ | ------ | ------ | ------ | ------ | ------ | ------ | ------ | ------ | ------ | ------ | ------ | ------ | ------ | ------ | ------ | ------- | ------ |
| Rytis Jasiūnas | iQFoil (m)  | 16     | 19     | 20     | 12     | 21     | 12     | 4      | 14     | 2      | 20     | 17     | 12     | 17     | —      | NQ     | NQ     | NQ     | NQ     | NQ     | NQ     | NQ     | NQ     | NQ     | NQ     | NQ     | NQ     | NQ     | 17.     | [ 36 ] |

Konkurencje z wyścigiem medalowym
| Zawodnik            | Konkurencja | Wyścig | Wyścig | Wyścig | Wyścig | Wyścig | Wyścig | Wyścig | Wyścig | Wyścig | Wyścig | Wyścig | Wyścig | Wyścig | Punkty | Finałowa pozycja | Źródło |
| Zawodnik            | Konkurencja | 1      | 2      | 3      | 4      | 5      | 6      | 7      | 8      | 9      | 10     | 11     | 12     | M*     | Punkty | Finałowa pozycja | Źródło |
| ------------------- | ----------- | ------ | ------ | ------ | ------ | ------ | ------ | ------ | ------ | ------ | ------ | ------ | ------ | ------ | ------ | ---------------- | ------ |
| Viktorija Andrulytė | ILCA 6      | 40.2   | 5      | 36     | 26     | 32     | 33     | 31     | 27     | 6      | —      | —      | —      | NQ     | 196    | 31.              | [ 37 ] |